# Carl August Gustafsson
Carl August Gustafsson, född 26 november 1874 i Maria Magdalena församling, Stockholm, död 11 september 1955 i Slottsstadens församling, Malmö, var en svensk ingenjör.
Efter avgångsexamen från Kungliga Tekniska högskolan i Stockholm 1900 anställdes Gustafsson samma år vid Elektriska prövningsanstalten i Stockholm, var föreståndare för elektricitetsverket i Motala 1901, distributionsingenjör vid Malmö stads elektricitetsverk 1901–18 och överingenjör och chef för Skånes Elektriska Kontrollförening från 1919. Han var ordförande i styrelsen för Elektriska AB G.H. stolpar 1916–18. Han blev riddare av Vasaorden 1929.